# Kay Iveyová
Kay Iveyová, rodným jménem Kay Ellen Ivey (* 15. října 1944, Camden, Alabama, Spojené státy) je 54. guvernérka unijního státu Alabama, která je v úřadu od roku 2017. Je členkou Republikánské strany. Jedná se o druhou ženu, která se stala guvernérkou Alabamy. Ve svém úřadě prosazuje právní ochranu lidského života od početí a právo na držení zbraně.

## Život

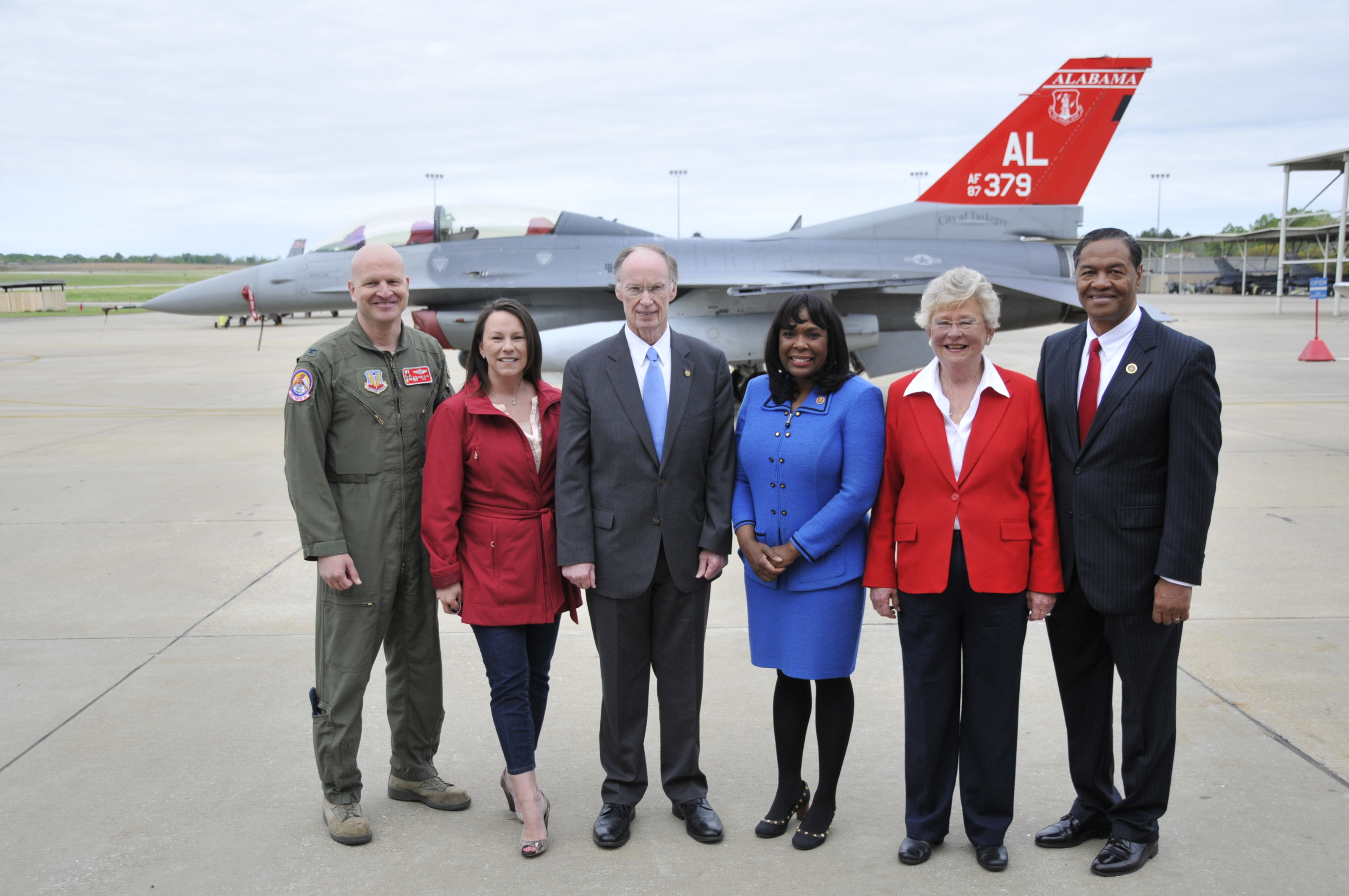
Kay Ivey (druhá zprava), vedle ní Terri Sewell, poslankyně Sněmovny reprezentantů Spojených států za Demokratickou stranu (2014)

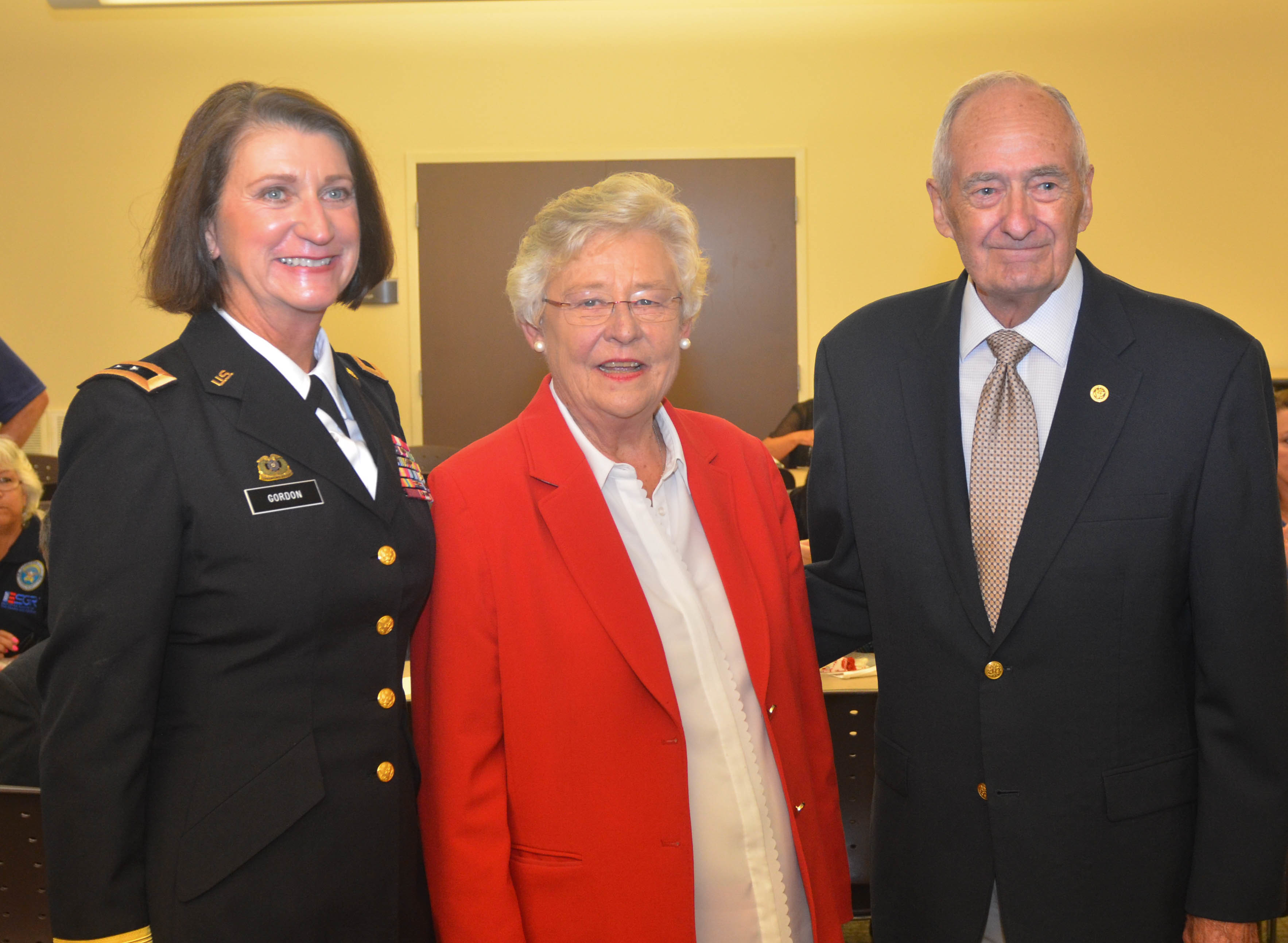
Guvernérka Alabamy Kay Ivey při slavnosti Alabamské národní gardy. Vlevo generálmajor Sheryl E. Gordon, adjutantka velitele gardy, vpravo bývalý adjutant velitele Ivan F. Smith. Montgomery, Alabama, 27. července 2017.

Kay Iveyová se narodila 15. října 1944 v Camdenu v Alabamě jako jedináček. Jejím otcem byl Boadman Nettles Ivey (1913–1997), matka se jmenovala Barbara Elizabeth rozená Nettles (1915–1998). Její otec byl za druhé světové války majorem americké armády. Nejprve pracovala na farmě svého otce, později vyučovala na střední škole. Vedla program na podporu finanční gramotnosti. Od roku 1979 působila ve vládě státu Alabama. Mezi léty 1985 a 1998 vedla Alabamskou komisi vysokoškolského vzdělávání. V roce 2009 oznámila kandidaturu na guvernérku Alabamy. Nakonec se místo kandidatury na guvernérku stala zástupkyní guvernéra (viceguvernérkou), kterou byla mezi lety 2011 a 2017. V roce 2019 jí byla diagnostikována rakovina plic. V lednu 2020 byla z rakoviny vyléčena.

## Guvernérka Alabamy
10. dubna 2017 se Iveyová stala guvernérkou Alabamy.
Podepsala zákony:
- O obnovení právní ochrany života každého člověka od početí, s výjimkou potratů z důvodu ohrožení života matky a z důvodu smrtelné nevyléčitelné nemoci nenarozeného dítěte, pro kterou by se buďto narodilo mrtvé, nebo by zemřelo brzy po narození. Matkám dle zákona žádný trest nehrozí, ostatním pachatelům hrozí trest odnětí svobody na 10 až 99 let nebo na doživotí.[7] Právní ochrana lidského života před narozením zatím nevstoupila v platnost.

- O zákazu soudcům udělit trest smrti bez souhlasu soudní poroty.

- Zavádějící právo náboženských organizací odmítnout umisťovat děti k homosexuálním párům.

- Zákon zakazující přejmenovávání ulic a odstraňování památníků starších než 40 let.

- Zavádějící právo zaměstnanců škol, kteří prošli programem Alabama Sentry Program, držet ve škole střelnou zbraň pro ochranu života a zdraví studentů a ostatních zaměstnanců v reakci na opakované útoky šílených střelců.[8]

Během pandemie covidu-19 vyhlásila 13. března 2020 výjimečný stav a 3. dubna 2020 rozhodla o omezení vycházení.